# Taqele Naiyaravoro
Taqele Turagakece Naiyaravoro (Yasawa, 7 dicembre 1991) è un rugbista a 15 e rugbista a 13 australiano di origine figiana, internazionale per l'Australia, che gioca come tre quarti ala nel Northampton in English Premiership.

## Biografia
Naiyaravoro iniziò a giocare a rugby a 15 in giovane età sulle isole Figi e, durante un incontro della sua squadra scolastica, fu notato da un talent scout neozelandese che lo portò in Nuova Zelanda. Nel 2012 fu messo sotto contratto dalla squadra australiana di rugby a 13 dei Wests Tigers, partecipanti alla National Rugby League, con cui in due anni non riuscì mai ad esordire; disputò invece alcuni incontri con i Balmain Tigers, squadra satellite dei Wests Tigers nel campionato New South Wales Cup. In questi anni di militanza nel rugby a 13 fu anche convocato dalla Nazionale di rugby a 13 delle Figi.
Nel 2014 Naiyaravoro fece ritorno al rugby a 15 firmando un contratto biennale con i Waratahs. Il suo esordio professionistico nel rugby union avvenne però con i Parramatta Two Blues, squadra militante nello Shute Shield dove fu mandato dalla franchigia australiana in preparazione al Super Rugby; debuttò in questo torneo nello stesso anno durante la partita contro i Lions ed al termine della stagione vinse il titolo di campione con i Waratahs. Firmò, nel maggio 2015, un contratto triennale con i Glasgow Warriors con cui giocò, però, solo un anno nel Pro 12 e nell'European Rugby Champions Cup, per poi fare ritorno ai Waratahs in modo tale da poter essere disponibile alla convocazione per la nazionale australiana. Al termine del Super Rugby 2016 fu ingaggiato dai Panasonic Wild Knights, squadra con cui disputò l'edizione 2016-2017 della Top League. Dopo la breve esperienza in Giappone tornò in Australia, dove giocò le stagioni 2017 e 2018 con la maglia dei Waratahs; nelle stesse annate prese parte allo Shute Shield con West Harbour ed al National Rugby Championship 2017 con i Greater Sydney Rams (club in cui aveva già militato nel 2014). Nel febbraio 2018, fu annunciato il suo trasferimento in Inghilterra al Northampton, con cui si aggiudicò la prima edizione della Premiership Rugby Cup.
A livello internazionale Naiyaravoro vanta due presenze con l'Australia; il suo esordio, dove segnò anche una meta, fu nell'incontro con gli Stati Uniti nel 2015, successivamente fu inserito dall'allenatore Michael Cheika nella squadra australiana per affrontare l'Inghilterra durante il tour australe dei britannici, del quale disputò il terzo incontro.
Naiyaravoro ha giocato sei incontri con i Barbarians tra il 2015 ed il 2019. Egli ha, inoltre, fatto parte della selezione World XV che giocò contro il Giappone nell'agosto 2015.

## Palmarès
- Super Rugby: 1
Waratahs: 2014